# ジョン・オキーフ
ジョン・オキーフ（英: John O'Keefe、1939年11月18日 -）は、米国・英国の神経科学者。彼はユニヴァーシティ・カレッジ・ロンドンの認知神経科学研究所 (Institute of Cognitive Neuroscience) および解剖学教室 (Department of Anatomy) の教授を務めている。彼は海馬における場所細胞を発見し、それらがシータ位相歳差の形成という形で時間符号化を行なっていることを発見した。彼は2014年にノーベル生理学・医学賞を、マイブリット・モーセル、エドバルド・モーセルと共同受賞した。

## 生い立ち
彼はアイルランド移民の両親のもと、ニューヨークで生まれ、ニューヨーク市立大学シティカレッジで学士号を得た。そしてモントリオールのマギル大学にてロナルド・メルザックのもと、生理心理学の博士課程で学んだ。1967年、パトリック・ウォールと共に米国立精神衛生研究所の博士研究員としてユニヴァーシティ・カレッジ・ロンドンへ移り、1987年に教授となり、現在もそこに務めている。彼は米国と英国の国籍を持っている。1992年王立協会フェロー選出。

## 場所細胞の発見
オキーフは弟子の Jonathan Dostrovsky と共に、海馬の個々の神経細胞の発火特性に影響を与える環境条件を系統的に分析し、場所細胞を発見した。場所細胞に関する彼の多くの著作は、他所の論文で数多く引用されている。加えて、空間記憶の働きにおける認知地図としての海馬の機能的役割を論じたリン・ナデルとの共著は評判を得た。オキーフの研究の延長として、場所細胞は何百という論文で、実験で分析されたり、モデル化してシミュレーションされている。

## シータ位相歳差の発見
場所細胞の研究の延長としてオキーフは、活動電位のタイミングによる時間符号化を示唆する実験データを報告した。1993年の論文では、場所細胞が、海馬の局所細胞外電位におけるシータ波振動に対応する形で異なった位相で発火することを示した。ある場所細胞が発火する場所にラットが歩いて入ってくると、その発火はシータ波の遅い位相で始まる。ラットがさらに先へ歩いてゆくと、発火はシータ波のより早い位相へ変化する。この現象はその後の多くの研究論文でも再現され、神経細胞の発火のタイミングによって感覚入力が符号化されていることが実証された。このシータ位相歳差がいかなる生理的メカニズムによって引き起こされるかについては、多くの異なったモデルが提唱されている。

## 境界ベクトル細胞の予測と発見
1996年の論文でオキーフと Neil Burgess は、居場所の境界を示す障害物が移動すると、海馬における場所細胞でも発火領域の位置と広さが変化することをデータで示した。この論文およびその後の論文で彼らは、この現象を説明するモデルを提示し、それは周囲の障害物からの特定の距離に反応する境界ベクトル細胞 (boundary vector cells) の存在を予言するものだった。この明快な理論的予測は、何年か経つうち、海馬台と内側嗅内皮質において予測通りの性質を持つ境界細胞 (boundary cells, border cells) が存在することを示す多くの実験データによって裏付けられた。

## 受賞と役職
オキーフは王立協会および英国医学アカデミー (Academy of Medical Sciences) の会員である。受賞と役職は次の通り。
- 2001年 - Feldberg Foundation Prize
- 2006年 - グロマイヤー賞の心理学部門（リン・ナデルと共同受賞）
- 2007年 - 英国神経科学協会賞（イギリスの神経科学への多大な貢献に対して）
- 2008年 - 欧州神経科学会連合の「欧州神経科学誌 (European Journal of Neuroscience)」賞
- 2008年 - グルーバー賞神経科学部門[14][15]
- ユニヴァーシティ・カレッジ・ロンドンの、Sainsbury Wellcome Centre for Neural Circuits and Behavior の初代所長に就任[16]
- 2013年 - ルイザ・グロス・ホロウィッツ賞（エドバルド・モーセル、マイブリット・モーセルと共同受賞）[17]
- 2014年 - ノルウェー科学人文アカデミー（英語版）のカヴリ賞（ブレンダ・ミルナー、マーカス・レイチェル（英語版）と共同受賞）[18]
- 2014年 - ノーベル生理学・医学賞（マイブリット・モーセル、エドバルド・モーセルと共同受賞）[1]